# لو بليسينج
لو بليسينج (بالإنجليزية: Lou Blessing)‏ هو سياسي أمريكي، ولد في 1 أغسطس 1948 في سينسيناتي في الولايات المتحدة. نشط حزبياً في الحزب الجمهوري. وقد انتخب عضو مجلس نواب أوهايو.